# Skala Mala
Skala Mala je nenaseljeni otočić u hrvatskom dijelu Jadranskog mora.
Njegova površina iznosi 0,038 km². Dužina obalne crte iznosi 0,85 km.